# Argentinadoradito
Argentinadoradito (Pseudocolopteryx dinelliana) är en fågel i familjen tyranner inom ordningen tättingar.

## Utbredning och systematik
Fågeln förekommer lokalt i norra Argentina och flyttar till södra Bolivia, västra Paraguay och sydvästra Brasilien. Den behandlas som monotypisk, det vill säga att den inte delas in i några underarter.

## Status
IUCN kategoriserar arten som nära hotad.